# 牛眠山 (地名)
牛眠山，口語上稱牛睏山，是台灣南投縣埔里鎮的一個傳統地域名稱，位於該鎮中部偏東北。相較於今日行政區，其範圍大致為牛眠里西南半部。

## 歷史
台灣清治末期至日治初期，牛眠山地區為一街庄，稱為「牛眠山庄」，隸屬於埔里社堡。該庄北邊西段與福興庄為鄰，北邊東段及東邊與蕃地為鄰，南南西邊隔眉溪與大湳庄、大肚城庄、房里庄為鄰，西北西邊為史港坑庄。
1901年（日治明治三十四年）11月，全台廢縣廳改設二十廳，該庄隸屬於南投廳。1903年（明治三十六年）6月，該庄編入「埔西區」，隸屬於南投廳。1909年（明治四十二年）10月，合併二十廳為十二廳，埔西區仍隸屬於南投廳。1920年（大正九年），全台地方制度大改正，廢十二廳改設五州二廳，該庄改制為「牛眠山」大字，隸屬於臺中州能高郡埔里街。
戰後埔里街改制為埔里鎮，隸屬於臺中縣，大字亦改制為里。1950年10月，中、彰、投分治，埔里鎮改隸屬南投縣。

## 聚落
本地區發展較早的聚落有四角城、牛眠山、守城份等，在日治期初期的官方地圖上已有記載。此外，本地區尚有公館、田螺窟、牛尾等聚落。

## 交通
國道6號又稱「水沙連高速公路」，是霧峰至埔里的橫貫高速公路，其東側端點（埔里端）位於牛眠山地區南部邊界東側外緣的省道台14線路口。由此向北經眉溪橋入境後繞大彎轉西南西再轉西北西，經埔里交流道後繞彎道轉西於本地區南部邊界西側出境，可前往愛蘭（埔里西郊）、北山坑、國姓、草屯、萬斗六的舊正、丁臺南部並止於國道3號霧峰系統交流道。埔里交流道位於本地區南部偏西，僅供東出西入，並與省道台21線以連絡道相接。
省道台14線（信義路、中山路一段）是彰化中庄子至南投廬山的幹道，大致以西南西—東北東走向蜿蜒經過本地區南部邊界外不遠處。由該道路向西南西可前往國姓市區西南郊、草屯、芬園、彰化中庄子並止於省道台1線路口；向東北東轉東南東再繞大彎轉東北可前往仁愛（霧社）、廬山等地。
省道台21線（西安路二段）是台中市東勢區天冷至南投縣信義鄉塔塔加的幹道，大致以西北—東南走向由本地區西北部邊界入境，至牛眠山聚落轉南南西，於本地區南部邊界處經國道6號高架橋下暨埔里交流道連絡道路口後出境。由該道路向西北可前往國姓東北部、新社東南部、東勢南端並止於省道台8線路口；向南南西經眉溪牛眠橋後轉西繞經埔里市區西郊轉南南西可前往魚池、水里東南部、信義、和社、塔塔加等地。
鄉道投76線（福興路）是史港至牛眠山的道路，其東南側端點位於本地區中部偏西北的省道台21線路口。由此向北北東經鄉道投78線路口後續行，出境後繞大彎轉西北可前往福興、史港坑西北部並止於省道台21線路口。
鄉道投78線（大湳路）是四角城至大湳的道路，其西北側端點位於本地區西北部的四角城聚落東南郊省道台21線路口。由此向東南東經鄉道投76線路口後轉東南，至守城份聚落轉南南西，經國道6號高架橋下後過眉溪守城橋出境，可前往大湳並止於其南部的省道台14線路口。

## 學校
- 忠孝國小